# التعليم الاجتماعي في اليابان
التعليم الاجتماعي (shakaikyôiku 社会教育) هو الكلمة اليابانية للتعليم الموجه بلا درجة علمية.
مما لا شك فيه أن اليابان الحديثة مجتمع يقدر التعليم جدًا (انظر التعليم في اليابان). وتقدم مؤسسات مختلفة، مثل المدارس المتنوعة، خدمات التعليم الاجتماعي. وترعى شركات الصحف الكبيرة والحكومات المحلية والمراكز الثقافية برامج تعليم مستمرة غير نظامية وتنظم المحلات التجارية مناهج تغطي كل شيء بدءًا من دروس الطبخ إلى الموسيقى والمحادثة باللغة الإنجليزية (eikaiwa), والشعر الياباني.
«التعلم مدى الحياة,» هو مصطلح آخر للتربية المجتمعية وهو أيضًا عبارة رئيسية في الإصلاحات التعليمية في أواخر الثمانينيات. وعلى الرغم من مشاركة جميع مستويات الحكومة في مسؤولية التعليم الاجتماعي، إلا أن الحكومة المحلية تختص بهذا المجال بشكل أكبر. كما تتحمل الحكومات المحلية أيضًا إلى حد كبير مسئولية المرافق العامة مثل المكتبات والمتاحف - الموارد الأساسية في التعليم الاجتماعي. حيث تهتم وزارة التربية والتعليم بزيادة استخدام المرافق المدرسية العامة لأنشطة التعلم مدى الحياة وزيادة عدد المرافق التعليمية المجتمعية وتدريب الموظفين ونشر المعلومات عن فرص التعلم مدى الحياة.
يتميز اليابانيون بشره القراءة. حيث تمتلئ المكتبات العامة منذ لحظة فتح أبوابها يوميا بالقراء الباحثين عن مجموعة مذهلة من عناوين الكتب الخارجية وكذلك اليابانية. كما يبلغ إصدار أعلى أربع صحف وطنية هي أساهي شيمبون(Asahi Shimbun)، وماينيتشي شيمبون(Mainichi Shimbun)،ويوميوري شيمبون(Yomiuri Shimbun)، ونيهون كيزاي شيمبون (Nihon Keizai Shimbun) وحدها دوريات يومية مجتمعة (بطبعتين في كل يوم) أكثر من 35 مليون نسخة ويوجد كذلك أربع صحف يومية باللغة الإنجليزية.